# Nationalpark De Biesbosch

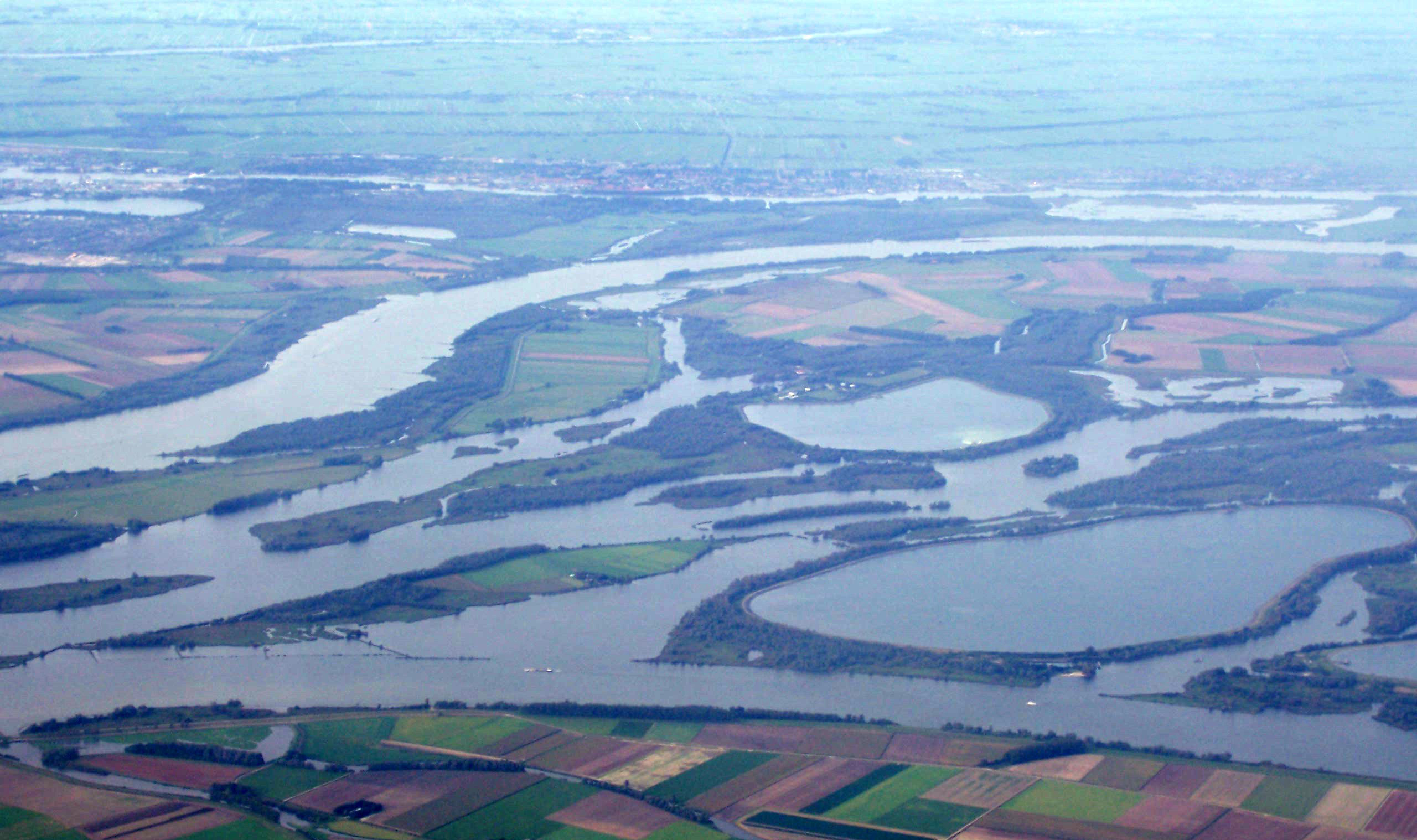
Nationalpark De Biesbosch aus der Luft betrachtet

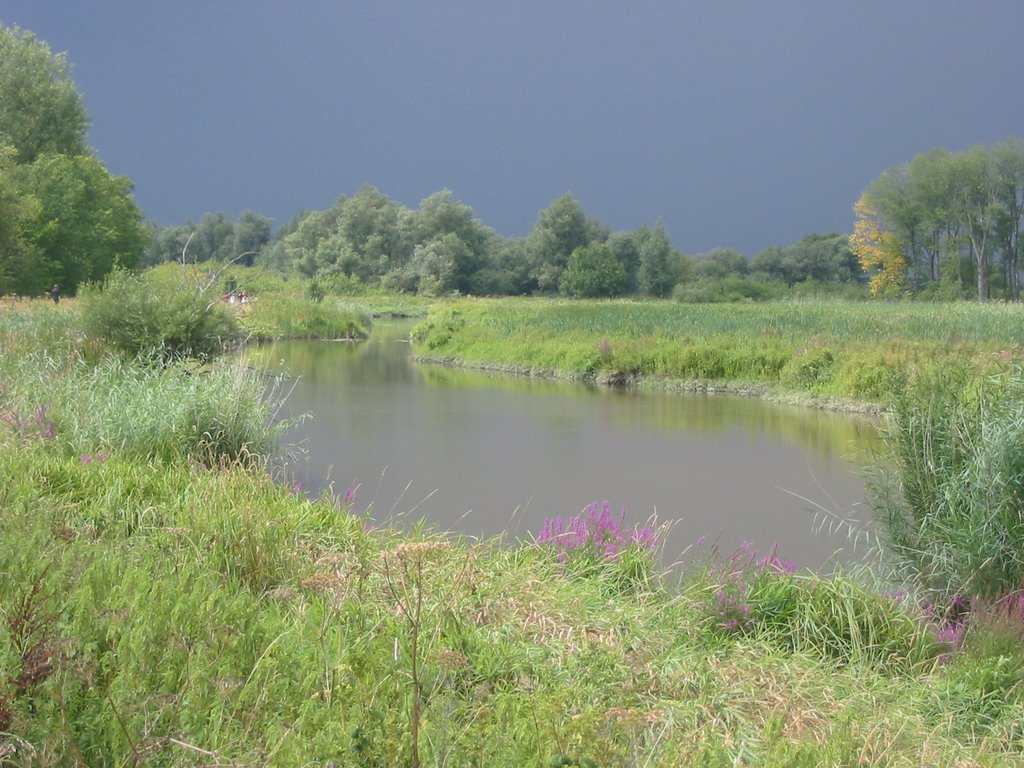
Landschaft

Der Nationalpark De Biesbosch (auch Biesbos) ist ein Naturschutzgebiet in den Niederlanden. Es liegt mit einem Anteil von 97 Prozent in der Provinz Noord-Brabant und mit 3 Prozent in Zuid-Holland. Seine südliche Grenze bildet die Amer.

## Geschichte
Im Mittelalter war das Gebiet als Teil des „Land van Heusden en Altena“ fruchtbares Weidegebiet. Die Deiche, die das Land und ihre Bewohner vor dem Wasser aus den Flüssen und dem Meer schützen sollten, wurden schlecht gewartet und kontrolliert. Am 19. November 1421 wurde dieser Teil der Niederlande von einer Flutkatastrophe heimgesucht.
Damals entstanden das breite Hollands Diep und auch das undurchdringliche Sumpfgebiet „de Biesbosch“ (= Binsenwald). Die Entfernung zur Nordsee war so gering, dass durch die Tide das Meerwasser bei Flut bis in de Biesbosch fließen konnte. Der Tidenhub (Höhenunterschied zwischen Ebbe und Flut) betrug hier nur zwei Meter. So entstand ein an Brackwasser angepasstes Pflanzen- und Tierleben. Der Mensch erntete Binsen und später auch, als ein höherer Teil des Gebietes trocken fiel, Schilf.
Im 16. und 17. Jahrhundert wurde der östliche Teil dieses Gebiets durch Eindeichung dem Wasser abgerungen. Bestrebungen, das gesamte Gebiet einzudeichen, wurden allerdings frühzeitig von Naturschützern vereitelt.
Im Zweiten Weltkrieg, vor allem im Winter 1944/1945, bot der Biesbosch Unterschlupf für Partisanen. Das schwer zugängliche und schlecht zu kontrollierende Gebiet wurde zum Schmuggeln von Waffen und zum Anlegen von Vorräten für Widerstandskämpfer genutzt.
Aus Anlass der Sturmflut vom 1. Februar 1953, die mehr als 1800 Menschenleben forderte, wurde der Bau der Deltawerke beschlossen. Nach Fertigstellung des Absperrdamms im Haringvliet westlich des Hollands Diep im Jahre 1970 konnte kein Salzwasser mehr aus der Nordsee in den Biesbosch fließen. Der Charakter des Naturschutzgebietes änderte sich allmählich. Um die Trinkwasserversorgung von Rotterdam sicherzustellen, wurden Trinkwasserbecken angelegt, die mit gereinigtem Maaswasser gefüllt werden.
Im Jahr 1994 wurde der Biesbosch zum Nationalpark erklärt. Zwölf Kilometer westsüdwestlich von Werkendam und von diesem Dorf aus zu erreichen befindet sich das Biesboschmuseum, ein Besucherzentrum.